# Джим Лейтон
Джим Лейтон (англ. Jim Leighton, нар. 24 липня 1958, Джонстон) — шотландський футболіст, воротар. По завершенні ігрової кар'єри — футбольний тренер.
Як гравець насамперед відомий виступами за клуб «Абердин», а також національну збірну Шотландії.

## Клубна кар'єра
Народився 24 липня 1958 року в місті Джонстон, область Ренфрюшир. Вихованець футбольної школи клубу «Делрі Тістл».
У дорослому футболі дебютував 1978 року виступами за команду клубу «Абердин», в якій провів десять сезонів, взявши участь у 300 матчах чемпіонату. Більшість часу, проведеного у складі «Абердина», був основним голкіпером команди. За цей час тричі виборював титул чемпіона Шотландії, ставав володарем Кубка Кубків УЄФА та володарем Суперкубка УЄФА.
У 1988—1991 роках грав за «Манчестер Юнайтед». Протягом цих років додав до переліку своїх трофеїв титул володаря Кубка Англії, та ставав володарем Суперкубка Англії. Втративши місце у основі грав на правах оренди за «Арсенал» та «Редінг».
Згодом, з 1992 по 1997 рік, грав у складі «Данді Юнайтед», «Шеффілд Юнайтед» та «Гіберніана».
Завершив професійну ігрову кар'єру в «Абердині», в якому розпочинав професійну ігрову кар'єру. Вдруге він приєднався до команди 1997 року і захищав її кольори до припинення виступів на професійному рівні у 2000 році.

## Виступи за збірну
1983 року дебютував в офіційних матчах у складі національної збірної Шотландії. Протягом кар'єри у національній команді, яка тривала 16 років, провів у формі головної команди країни 91 матч.
У складі збірної був учасником чемпіонату світу 1982 року в Іспанії, чемпіонату світу 1986 року у Мексиці, чемпіонату світу 1990 року в Італії, чемпіонату Європи 1996 року в Англії та чемпіонату світу 1998 року у Франції.

## Кар'єра тренера
Розпочав тренерську кар'єру відразу ж по завершенні кар'єри гравця, 2000 року, увійшовши до тренерського штабу клубу «Абердин». Наразі досвід тренерської роботи обмежується цим клубом.

## Титули і досягнення
- Чемпіон Шотландії (3):

«Абердин»: 1979-80, 1983-84, 1984-85
- Володар Кубка Шотландії (4):

«Абердин»: 1981-82, 1982-83, 1983-84, 1985-86
- Володар Кубка шотландської ліги (1):

«Абердин»: 1985-86
- Володар Кубка володарів кубків (1):

«Абердин»: 1982-83
- Володар Суперкубка Європи (1):

«Абердин»: 1983
- Володар Кубка Англії (1):

«Манчестер Юнайтед»: 1989-90
- Володар Суперкубка Англії (1):

«Манчестер Юнайтед»: 1990
- Чемпіон Англії (1):

«Арсенал»: 1990-91